# Teoria Galois

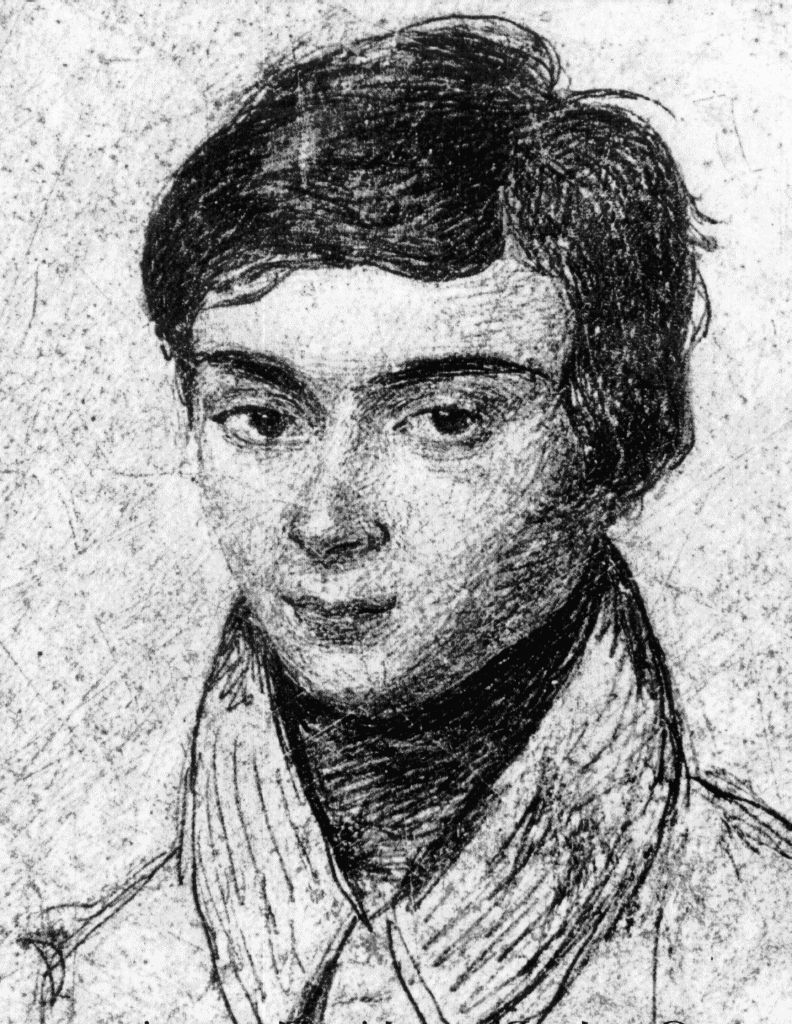
Évariste Galois (1811–1832)

Teoria Galois – dział matematyki wyższej definiowany dwojako:
- w sensie węższym jest to gałąź algebry abstrakcyjnej stosująca teorię grup do badania ciał i wielomianów;
- w sensie szerszym jest badanie różnych struktur za pomocą ich grup automorfizmów[1].

Dziedzinę tę stworzył w I połowie XIX wieku Évariste Galois, od którego nazwiska jest nazwana. Opisał on związki między pierwiastkami rzeczywistych i zespolonych wielomianów za pomocą grup permutacji; zasadnicze twierdzenie teorii Galois podaje warunek równoważny na rozwiązalność równania wielomianowego przez pierwiastniki. Tym sposobem podał on nowy dowód twierdzenia Abela-Ruffiniego i rozszerzył ten wynik negatywny o wynik pozytywny – wskazując, kiedy rozwiązanie równań tym sposobem jest możliwe. Galois podał też wszystkie ciała skończone. Późniejsi badacze jak Richard Dedekind, Leopold Kronecker, Emil Artin i inni opracowali nowe podejście do tej dyscypliny, oparte na badaniu rozszerzeń ciał oraz automorfizmów tych rozszerzeń. Ten obszar badań bywa nazywany algebraiczną teorią Galois dla kontrastu z późniejszą różniczkową teorią Galois, która bada rozwiązalność liniowych równań różniczkowych.
Teoria Galois dostarcza też prostego dowodu zasadniczego twierdzenia algebry. Czasem do wyników tej dziedziny zalicza się też warunek konstruowalności pewnych figur przez konstrukcje klasyczne, ponieważ jest on sformułowany w języku rozszerzeń ciał. Daleko idącą abstrakcją teorii Galois jest teoria połączeń Galois.

## Historia
Początki teorii Galois sięgają badań nad funkcjami symetrycznymi – współczynniki wielomianu są (z dokładnością do znaku) elementarnymi wielomianami symetrycznymi pierwiastków. Przykładowo {\displaystyle (x-a)(x-b)=x^{2}-(a+b)x+ab,} gdzie {\displaystyle a+b} i {\displaystyle ab} są wielomianami elementarnymi stopni pierwszego i drugiego dwóch zmiennych.
Jako pierwszy formalnie ujął to szesnastowieczny matematyk francuski François Viète w tzw. wzorach Viète’a dla dodatnich pierwiastków rzeczywistych. W opinii osiemnastowiecznego matematyka brytyjskiego Charlesa Huttona wyrażenie współczynników wielomianu za pomocą pierwiastków (nie tylko dodatnich) zostało po raz pierwszy w pełni zrozumiane przez siedemnastowiecznego matematyka francuskiego Alberta Girarda; Hutton pisze:
…[Girard był] pierwszą osobą, która zrozumiała ogólną metodę tworzenia współczynników potęg z sum pierwiastków i ich iloczynów. Był pierwszym, który odkrył zasady sumowania potęg pierwiastków dowolnego równania.
W duchu tym wyróżnik należy postrzegać jako symetryczną funkcję pierwiastków odzwierciedlającą ich własności – jest on równy zero wtedy i tylko wtedy, gdy wielomian ma pierwiastek wielokrotny, a dla wielomianów kwadratowych i sześciennych jest on dodatni wtedy i tylko wtedy, gdy wszystkie ich pierwiastki są rzeczywiste i różne oraz ujemny wtedy i tylko wtedy, gdy istnieje para różnych sprzężonych pierwiastków zespolonych.
Ogólne rozwiązanie równań sześciennych zostało częściowo podane przez żyjącego na przełomie XV i XVI wieku matematyka włoskiego Scipione del Ferrę; nie opublikował on jednak swoich wyników – jego metoda dawała rozwiązanie tylko dla jednej z trzech klas tych równań, które nie wymagają brania pierwiastków kwadratowych z liczb ujemnych. Należy jednak zaznaczyć, że nie znano jeszcze wówczas liczb zespolonych. Rozwiązanie to zostało niezależnie odkryte na nowo w 1535 roku przez Niccolò Fontanę Tartaglię, który podzielił się tym sekretem z Gerolamo Cardano prosząc go o jego niepublikowanie. Cardano rozszerzył otrzymane rozwiązanie o dwa pozostałe przypadki wykorzystując jako kroki pośrednie pierwiastki kwadratowe z liczb ujemnych; zob. metoda Cardano. Po odkryciu prac Ferra stwierdził on, że metoda Tartaglii nie jest już więcej tajemnicą, dlatego opublikował pełne rozwiązanie w pracy z 1545 roku pt. Ars Magna. Jego student Lodovico Ferrari podał rozwiązania dla wielomianów czwartego stopnia, które Cardano zawarł w swoim Ars Magna.
Kolejnym kamieniem milowym była praca francusko-włoskiego matematyka Josepha Louisa Lagrange’a z 1770 roku zatytułowana Réflexions sur la résolution algébrique des équations, w której korzystając z opracowanej przez siebie metody znanej dziś jako rezolwenty Lagrange’a analizował on rozwiązania Cardano i Ferrariego dla równań trzeciego i czwartego stopnia poprzez wyrażanie ich jako permutacji pierwiastków. Poprzez wprowadzenie pomocniczego wielomianu trzeciego stopnia podejście to umożliwiło całościowe traktowanie rozwiązań, co niejako położyło podwaliny pod teorię grup i teorię Galois. Należy zaznaczyć, że Lagrange nie rozpatrywał złożeń permutacji. Ponadto metoda Lagrange’a nie obejmowała równań piątego stopnia i wyższych, gdyż rezolwenta ma wtedy wyższy stopień.
Fakt, iż nie można podać ogólnego rozwiązania równań piątego stopnia wyrażonych przez pierwiastniki, został nieomalże dowiedzione przez Paolo Ruffiniego w 1799 roku: kluczem było wykorzystanie grup permutacji, a nie tylko pojedynczej permutacji. Rozwiązanie przez niego podane zawierało lukę, którą Cauchy uważał za możliwą do uzupełnienia; mimo wszystko nie udało się jej usunąć nikomu, aż do 1824 roku, kiedy to norweski matematyk Niels Henrik Abel opublikował dowód twierdzenia znanego dziś jako twierdzenie Abela-Ruffiniego.
Choć Ruffini i Abel dowiedli, że ogólne rozwiązanie równań piątego stopnia nie istnieje, to jednak istnieją szczególne rozwiązania pewnych równań piątego stopnia; przykładem może być wielomian {\displaystyle (x-1)^{5}.} Dokładne kryterium określające rozwiązalność danego wielomianu piątego lub wyższego stopnia zostało sformułowane przez Évariste’a Galois w 1830 roku, który pokazał, że rozwiązalność wielomianu jest równoważna temu, czy grupa permutacji jego pierwiastków ma określoną strukturę – w języku współczesnym: czy jego grupa Galois jest rozwiązalna. Grupa ta jest zawsze rozwiązalna dla wielomianów stopnia czwartego i mniejszych, jednak nie zawsze dla wielomianów stopnia piątego i wyższych, co tłumaczy, dlaczego nie istnieją ogólne rozwiązania równań wyższych stopni.
Twórcy teorii, Abel i Galois, zwracali uwagę na znaczenie ich odkryć dla teorii funkcji zespolonych, np. funkcji eliptycznych; później okazało się, że mieli rację: odpowiednie grupy Galois niezależnie zdefiniowano topologicznie, jako grupy przekształceń nakrywających rozgałęzionych nakryć sfery.
Teoria Galois, a właściwie prace Galois, Abela i Ruffiniego nie znalazły szerokiego oddźwięku wśród współczesnych, co było zarówno kwestią mody (brak zainteresowania matematyką dyskretną), jak i zwięzłości stylu oraz krótkiego życia twórców. Teoria Galois uzyskała rozgłos dzięki Josephowi Liouville’owi, który wydał prace Galois i Camille’owi Jordanowi, a głównie jego Traité des substitutions et des équations algebraique z 1870 roku. Jordan podjął badania tam, gdzie zakończyła je śmierć Galois, co umożliwiło dalszy rozwój teorii grup.
Teoria Galois podlegała dalszemu rozwojowi w XX wieku, np. opracowano teorię Galois dla pierścieni, znalazła także szereg zastosowań w teorii liczb algebraicznych, teorii algebr nad ciałami, w geometrii algebraicznej; rozwinęły się z niej nowe dziedziny, np. kohomologie Galois. W samej teorii Galois wciąż intensywnie badane jest na przykład zagadnienie odwrotne teorii Galois.

## Podejście klasyczne
Może się zdarzyć, że dla danego wielomianu niektóre z jego pierwiastków związane są ze sobą różnego rodzaju równaniami algebraicznymi. Przykładowo może okazać się, że dla dwóch spośród jego pierwiastków oznaczanych dalej {\displaystyle A} i {\displaystyle B} spełnione jest równanie {\displaystyle A^{2}+5B^{3}=7.} Zasadniczą ideą teorii Galois jest rozpatrywanie tych permutacji (uporządkowań) pierwiastków, dla których dowolne równanie algebraiczne spełniane przez te pierwiastki jest nadal spełniane po zmianie uporządkowania pierwiastków. Istotne jest zastrzeżenie ograniczenia się do równań algebraicznych o współczynnikach wymiernych (można również określić pewne ciało, do którego powinny należeć współczynniki, lecz w poniższych prostych przykładach wykorzystywane będzie ciało liczb wymiernych).
Permutacje te tworzą razem grupę permutacji nazywaną grupą Galois wielomianu (nad liczbami wymiernymi). Wyjaśnione to zostanie w przykładzie.

### Przykład: równanie kwadratowe
Niech dane będzie równanie kwadratowe
{\displaystyle x^{2}-4x+1=0.}
Rozwiązując je znajduje się dwa pierwiastki
{\displaystyle A=2+{\sqrt {3}},}
{\displaystyle B=2-{\sqrt {3}}.}
Równaniami algebraicznymi spełnianymi przez {\displaystyle A} i {\displaystyle B} są m.in.
{\displaystyle A+B=4}
oraz
{\displaystyle AB=1.}
Oczywiście zamieniając w dowolnym z powyższych równań kolejność pierwiastków {\displaystyle A} i {\displaystyle B} uzyskuje się inne prawdziwe zdanie. Przykładowo {\displaystyle A+B=4} staje się po prostu {\displaystyle B+A=4.} Co więcej, choć jest to mniej oczywiste, że jest tak dla każdego równania algebraicznego o współczynnikach wymiernych spełnianego przez pierwiastki {\displaystyle A} i {\displaystyle B;} dowiedzenie tego wymaga teorii wielomianów symetrycznych.
Można więc wnosić, że grupa Galois wielomianu {\displaystyle x^{2}-4x+1} składa się z dwóch permutacji: permutacji tożsamościowej, która pozostawia {\displaystyle A} i {\displaystyle B} niezmienionymi oraz permutacja transponująca, która zamienia {\displaystyle A} i {\displaystyle B.} Jest to grupa cykliczna rzędu dwa, jest więc izomorficzna z {\displaystyle \mathbb {Z} _{2}.}
Można by przypuszczać, iż {\displaystyle A} i {\displaystyle B} związane są ze sobą jeszcze jednym równaniem algebraicznym,
{\displaystyle A-B-2{\sqrt {3}}=0,}
które nie jest spełnione przy zamianie {\displaystyle A} i {\displaystyle B.} Równanie to nie jest jednak istotne, gdyż nie ma ono współczynników wymiernych; w szczególności liczba {\displaystyle -2{\sqrt {3}}} jest niewymierna.
Podobnie ma się rzecz z dowolnym wielomianem kwadratowym {\displaystyle ax^{2}+bx+c,} gdy {\displaystyle a,b,c} są liczbami wymiernymi.
- Jeżeli wielomian ma tylko jeden pierwiastek, np. {\displaystyle x^{2}-4x+4=(x-2)^{2},} to grupa Galois jest trywialna, tzn. zawiera wyłącznie permutację tożsamościową.
- Jeżeli ma on dwa różne wymierne pierwiastki, przykładowo {\displaystyle x^{2}-3x+2=(x-2)(x-1),} to grupa Galois znowu jest trywialna.
- Jeżeli ma ona dwa niewymierne pierwiastki (także, gdy są one zespolone), to grupa Galois zawiera dwie permutacje, jak w powyższym przykładzie.

### Przykład: równanie dwukwadratowe
Zadaniem jest opisanie grupy Galois, znowu nad ciałem liczb wymiernych, wielomianu
{\displaystyle x^{4}-10x^{2}+1,}
który może być zapisany jako
{\displaystyle (x^{2}-5)^{2}-24.}
Ma on cztery pierwiastki:
{\displaystyle A={\sqrt {2}}+{\sqrt {3}},}
{\displaystyle B={\sqrt {2}}-{\sqrt {3}},}
{\displaystyle C=-{\sqrt {2}}+{\sqrt {3}},}
{\displaystyle D=-{\sqrt {2}}-{\sqrt {3}}.}
Istnieją 24 sposoby ich uporządkowania, jednak nie wszystkie z tych permutacji należą do grupy Galois. Elementy grupy Galois muszą zachowywać dowolne równanie algebraiczne o współczynnikach wymiernych zawierające {\displaystyle A,B,C,D.} Jednym z nich jest
{\displaystyle A+D=0.}
Jednakże ponieważ
{\displaystyle A+C=2{\sqrt {3}}\neq 0,}
to permutacja
{\displaystyle (A,B,C,D)\mapsto (A,B,D,C)}
nie jest dozwolona: przekształca ona poprawne równanie {\displaystyle A+D=0} w nieprawidłowe równanie {\displaystyle A+C=0.}
Innym równaniem, które spełniają pierwiastki jest
{\displaystyle (A+B)^{2}=8.}
Wyklucza ona kolejne permutacje, takie jak np.
{\displaystyle (A,B,C,D)\mapsto (A,C,B,D).}
Kontynuując w ten sposób okazuje się, że jedynymi permutacjami (spełniającymi jednocześnie oba równania) są
{\displaystyle (A,B,C,D)\mapsto (A,B,C,D),}
{\displaystyle (A,B,C,D)\mapsto (C,D,A,B),}
{\displaystyle (A,B,C,D)\mapsto (B,A,D,C),}
{\displaystyle (A,B,C,D)\mapsto (D,C,B,A),}
w ten sposób grupa Galois jest izomorficzna z czwórkową grupą Kleina.

## Podejście współczesne
We współczesnym podejściu wychodzi się od rozszerzenia ciała {\displaystyle L/K} (czytaj: L przez K) i bada grupę automorfizmów ciała {\displaystyle L/K;} są to odwzorowania postaci {\displaystyle \alpha \colon L\to L,} gdzie {\displaystyle \alpha (x)=x} dla wszystkich {\displaystyle x} należących do {\displaystyle K.} Obserwując punkty stałe wspomnianych automorfizmów bada się w istocie najmniejsze rozszerzenie ciała, w którym dany wielomian rozkłada się na czynniki liniowe (tzn. ma wszystkie pierwiastki).
Związek między tymi dwoma podejściami jest jak następuje. Współczynniki badanego wielomianu powinny być wybrane z ciała bazowego {\displaystyle K.} Ciało nakrywające {\displaystyle L} powinno być ciałem uzyskanym poprzez dołączenie pierwiastków badanego wielomianu do ciała bazowego. Każda permutacja pierwiastków spełniających równania algebraiczne, jak to opisano wyżej, odpowiada pewnemu automorfizmowi {\displaystyle L/K} (i na odwrót).
W pierwszym z powyższych przykładów badano rozszerzenie {\displaystyle \mathbb {Q} ({\sqrt {3}})/\mathbb {Q} ,} gdzie {\displaystyle \mathbb {Q} } jest ciałem liczb wymiernych, zaś {\displaystyle \mathbb {Q} ({\sqrt {3}})} jest ciałem uzyskanym z {\displaystyle \mathbb {Q} } poprzez dołączenie {\displaystyle {\sqrt {3}}.} W drugim przypadku badano rozszerzenie {\displaystyle \mathbb {Q} (A,B,C,D)/\mathbb {Q} .}
Istnieje kilka istotnych powodów, dla których dziś preferuje się raczej podejście współczesne, a nie klasyczne podejście opisane wyżej:
- Wyrażenie podstawowego twierdzenia teorii Galois jest istotnie prostsze.
- W wielu działach matematyki wykorzystanie ciała bazowego innego niż {\displaystyle \mathbb {Q} } jest kluczowe. Przykładowo w algebraicznej teorii liczb teorię Galois wykorzystuje się często stosując jako ciała bazowe ciała liczbowe, ciała skończone, czy ciała lokalne.
- Badanie rozszerzeń nieskończonych jest znacząco prostsze, co znowu jest sprawą kluczowej wagi w algebraicznej teorii liczb, gdzie na przykład rozważa się często absolutną grupę Galois ciała {\displaystyle \mathbb {Q} } określoną jako grupę Galois {\displaystyle K/\mathbb {Q} ,} gdzie {\displaystyle K} jest domknięciem algebraicznym {\displaystyle \mathbb {Q} .}
- Umożliwia rozważanie rozszerzeń nierozdzielczych. Problem ten nie powstaje w ramach teorii klasycznej, ponieważ zawsze cicho zakłada się, iż arytmetyka ma miejsce w ciele charakterystyki zero. Mimo wszystko w teorii liczb i geometrii algebraicznej spotyka się często ciała niebędące charakterystyki zero.
- Usuwa raczej sztuczne poleganie na poszukiwaniu pierwiastków wielomianu: różne wielomiany mogą dawać te same rozszerzenia ciał, zaś podejście współczesne dostrzega związek między tymi wielomianami.

## Grupy rozwiązalne i rozwiązania pierwiastnikowe
Abel zauważył, że ciało {\displaystyle L} powstaje z ciała {\displaystyle K} przez dołączenie pewnej liczby pierwiastków różnych stopni z elementów ciała {\displaystyle K,} gdy grupa Galois rozszerzenia {\displaystyle L/K} jest przemienna – stąd też pochodzi inna nazwa tych grup: grupa abelowa. Oznacza to, że pierwiastki wielomianu dają się wyrazić przez elementy ciała {\displaystyle K} przy pomocy pierwiastników, tzn. czterech działań ciała i pierwiastków elementów z ciała.
Pojęcie grupy rozwiązalnej z teorii grup umożliwia określenie, czy dany wielomian jest rozwiązalny za pomocą pierwiastników w zależności od tego, czy jego grupa Galois ma własność rozwiązalności (twierdzenie Galois). Dokładniej, każde rozszerzenie ciała {\displaystyle L/K} odpowiada grupie ilorazowej w ciągu kompozycyjnym grupy Galois. Jeżeli grupa ilorazowa ciągu kompozycyjnego jest cykliczna rzędu {\displaystyle n,} a odpowiadające jej rozszerzenie ciała zawiera pierwiastek pierwotny z jedynki, to jest to rozszerzenie pierwiastnikowe i elementy {\displaystyle L} mogą być wówczas wyrażone za pomocą pierwiastka {\displaystyle n}-tego stopnia pewnego elementu z {\displaystyle K.}
Jeżeli wszystkie grupy ilorazowe ciągu kompozycyjnego są cykliczne, to grupę Galois nazywa się rozwiązalną i wszystkie elementy odpowiadającego ciała dają się wyrazić za pomocą wyciągania pierwiastków, brania iloczynów i sum elementów ciała bazowego, którym zwykle jest {\displaystyle \mathbb {Q} .}
Jednym z donioślejszych triumfów teorii Galois był dowód, że dla każdego {\displaystyle n>4} istnieją wielomiany stopnia {\displaystyle n,} które nie są rozwiązalne przy pomocy pierwiastników – tzw. twierdzenie Abela-Ruffiniego. Jest to spowodowane faktem, iż dla każdego {\displaystyle n>4} grupa symetryczna {\displaystyle S_{n}} zawiera prostą, niecykliczną podgrupę normalną (podgrupę alternującą).

### Przykład: nierozwiązywalne równanie piątego stopnia
Van der Waerden cytuje wielomian {\displaystyle f(x)=x^{5}-x-1.} Na mocy twierdzenia o pierwiastkach wymiernych nie ma on wymiernych miejsc zerowych. Podobnie nie ma on czynników liniowych modulo {\displaystyle 2} lub {\displaystyle 3.}
Wielomian {\displaystyle f(x)} rozkłada się na {\displaystyle (x^{2}+x+1)(x^{3}+x^{2}+1)} modulo {\displaystyle 2,} co oznacza, że jej grupą Galois modulo {\displaystyle 2} jest grupa cykliczna rzędu {\displaystyle 6.}
Ponieważ {\displaystyle f(x)} nie ma czynnika kwadratowego modulo {\displaystyle 3,} to jej grupa Galois modulo {\displaystyle 3} ma rząd {\displaystyle 5.}
Wiadomo, że grupa Galois modulo liczba pierwsza jest izomorficzna z podgrupą grupy Galois nad liczbami wymiernymi. Grupa permutacji pięciu obiektów o operacjach rzędów szóstego i piątego musi być grupą symetryczną {\displaystyle S_{5},} która to musi być grupą Galois {\displaystyle f(x).} Jest to jeden z prostszych przykładów nierozwiązywalnego wielomianu piątego stopnia. Serge Lang twierdził, że Artin szczególnie lubił ten przykład.

## Zastosowania w konstrukcjach klasycznych
Teoria Galois podaje rozwiązania zadań konstrukcyjnych wykonywanych za pomocą cyrkla i linijki; w tym przedstawia ona elegancką charakteryzację stosunków długości, które mogą być skonstruowane tą metodą, dzięki czemu względnie łatwo odpowiedzieć na takie klasyczne problemy geometrii jak:
- Dlaczego nie jest możliwe w ogólnym przypadku podzielenie kąta na trzy równe części?,
- Czy można dla danego sześcianu skonstruować sześcian o dwa razy większej objętości?,
- Czy można skonstruować kwadrat o polu równym danemu kołu? (wykorzystując fakt, iż liczba pi (π) jest przestępna);
- Które wielokąty foremne są wielokątami konstruowalnymi?[b].

## Odwrotne zagadnienie Galois
Wszystkie grupy skończone mogą wystąpić jako grupy Galois. Można podać konstrukcje rozszerzenia ciała z daną grupą skończoną jako grupą Galois rozszerzenia, o ile nie wskaże się uprzednio ciała wyjściowego.
Należy więc wskazać ciało {\displaystyle K} oraz grupę skończoną {\displaystyle G.} Twierdzenie Cayleya mówi, że {\displaystyle G} jest (z dokładnością do izomorfizmu) podgrupą grupy symetrycznej {\displaystyle S} elementów {\displaystyle G.} Wybrawszy niewiadome {\displaystyle \{x_{\alpha }\},} po jednej dla każdego elementu {\displaystyle \alpha } grupy {\displaystyle G,} dołącza się je do ciała {\displaystyle K,} aby uzyskać ciało {\displaystyle F=K{\bigl (}\{x_{\alpha }\}{\bigr )}.} Ciało {\displaystyle F} zawiera ciało {\displaystyle L} symetrycznych funkcji wymiernych zmiennych {\displaystyle \{x_{\alpha }\}.} Grupą Galois rozszerzenia {\displaystyle F/L} jest {\displaystyle S,} co wynika z podstawowego wyniku Emila Artina. Grupa {\displaystyle G} działa na {\displaystyle F} poprzez zawężenie działania grupy {\displaystyle S.} Jeżeli {\displaystyle M} jest ciałem stałym tego działania, to z podstawowego twierdzenia teorii Galois wynika, że {\displaystyle G} jest grupą Galois {\displaystyle F/M.}
Otwartym problemem jest dowiedzenie istnienia rozszerzenia ciała liczb wymiernych {\displaystyle \mathbb {Q} } dla danej grupy skończonej jako jego grupy Galois. Hilbert brał udział w rozwiązywaniu problemu dla wszystkich grup symetrycznych i alternujących. Igor Shafarevich dowiódł, że każda rozwiązalna grupa skończona jest grupą Galois pewnego rozszerzenia {\displaystyle \mathbb {Q} .} Rozwiązano odwrotny problem Galois dla wybranych nieabelowych grup prostych. Wykazano istnienie rozwiązań dla wszystkich poza co najwyżej jedną (grupą Mathieu M23) z 26 sporadycznych grup prostych. Istnieje nawet wielomian o współczynnikach całkowitych, którego grupą Galois jest grupa Monster.

## Literatura dodatkowa
Polskojęzyczna
- Stanisław Balcerzyk: Wstęp do algebry homologicznej. Warszawa: PWN, 1970. Brak numerów stron w książce
- Andrzej Białynicki-Birula: Zarys algebry. Warszawa: PWN, 1987. Brak numerów stron w książce
- J. Browkin: Teoria ciał. Wyd. 1. T. 49. Warszawa: PWN, 1977, seria: Biblioteka Matematyczna. Brak numerów stron w książce
- Serge Lang: Algebra. Warszawa: PWN, 1973. Brak numerów stron w książce
- Witold Więsław: Grupy, pierścienie, ciała. Wydawnictwa Uniwersytetu Wrocławskiego, 1983. Brak numerów stron w książce

Anglojęzyczna
- Emil Artin: Galois Theory. Dover Publications, 1998. ISBN 0-486-62342-4. Brak numerów stron w książce (Przedruk wydania drugiego poprawionego z 1944 roku, Wydawnictwa Uniwersytetu Notre Dame).
- Jörg Bewersdorff: Galois Theory for Beginners: A Historical Perspective. American Mathematical Society, 2006. ISBN 0-8218-3817-2. Brak numerów stron w książce.
- Harold M. Edwards: Galois Theory. Springer-Verlag, 1984. ISBN 0-387-90980-X. Brak numerów stron w książce (Oryginalna praca Galois z wyczerpującym komentarzem).
- Nathan Jacobson: Basic Algebra I. Wyd. II. W.H. Freeman and Company, 1985. ISBN 0-7167-1480-9. Brak numerów stron w książce (Rozdział 4 stanowi wprowadzenie do podejścia wykorzystującego teorię ciał do teorii Galois).
- G. Janelidze, Francis Borceux: Galois theories. Cambridge University Press, 2001. ISBN 978-0-521-80309-0. Brak numerów stron w książce (Książka stanowi wprowadzenie do teorii Galois Grothendericka i pewnych jej uogólnień zmierzając do grupoidów Galois).
- Serge Lang: Algebraic Number Theory. Berlin, Nowy Jork: Springer-Verlag, 1994. ISBN 978-0-387-94225-4. Brak numerów stron w książce
- M.M. Postnikov: Foundations of Galois Theory. Dover Publications, 2004. ISBN 0-486-43518-0. Brak numerów stron w książce
- Ian Stewart: Galois Theory. Chapman and Hall, 1989. ISBN 0-412-34550-1. Brak numerów stron w książce
- Helmut Völklein: Groups as Galois groups: an introduction. Cambridge University Press, 1996. ISBN 978-0-521-56280-5. Brak numerów stron w książce
- Bartel Leendert van der Waerden: Algebra. 1930. Brak numerów stron w książce
- Florian Pop: (Some) New Trends in Galois Theory and Arithmetic. 2001.